# Coccidencyrtus blanchardi
Coccidencyrtus blanchardi är en stekelart som först beskrevs av De Santis 1954.  Coccidencyrtus blanchardi ingår i släktet Coccidencyrtus och familjen sköldlussteklar. Inga underarter finns listade i Catalogue of Life.